# 2-萘亚甲基丙二腈
2-萘亚甲基丙二腈是一种有机化合物，化学式为C14H8N2。它可由2-萘甲醛和丙二腈在1-甲基咪唑存在下于水中反应得到，它也能由2-甲基萘、过氧化叔丁醇和丙二腈在三乙胺催化下反应得到。它可以被汉奇酯还原为2-萘甲基丙二腈。